# Bataille de Booneville
La bataille de Booneville a lieu le 1er juillet 1862 à Booneville dans le Mississippi lors de la Guerre de Sécession. Elle oppose les forces de l'Union conduites par le colonel Philip Sheridan aux forces confédérées commandées par le brigadier-général James R. Chalmers. Son issue incertaine ne permet pas de désigner un vainqueur clair de cet affrontement.

## Contexte
La bataille de Shiloh qui s'est déroulée les 6 et 7 avril 1862, conduit les Confédérés à envisager l'abandon de Corinth pour concentrer leurs troupes à Tupelo, qui se situe à 80 kilomètres de Booneville. Afin de protéger le mouvement de l'infanterie confédérée, le général James R. Chalmers feint une attaque sur la cavalerie du colonel Sheridan qui se trouve alors à quelques kilomètres à l'ouest de Booneville.